# Macaparana (kommun)
Macaparana är en kommun i Brasilien.   Den ligger i delstaten Pernambuco, i den östra delen av landet, 1 600 km nordost om huvudstaden Brasília. Antalet invånare är 23 907. Arean är 126 kvadratkilometer.
Terrängen i Macaparana är lite kuperad.
Följande samhällen finns i Macaparana:
- Macaparana

Omgivningarna runt Macaparana är en mosaik av jordbruksmark och naturlig växtlighet. Runt Macaparana är det ganska tätbefolkat, med 54 invånare per kvadratkilometer.